# Liste des édifices labellisés « Architecture contemporaine remarquable » de l'Yonne
Cet article recense les édifices labellisés « Architecture contemporaine remarquable » de l'Yonne, en France.
Le label « Architecture contemporaine remarquable » remplace depuis 2016 l'ancien label « Patrimoine du XXe siècle ». Il ne prend en compte que des édifices de moins de 100 ans à la date de labellisation, et qui ne sont pas protégés comme monuments historiques.
Au début 2024, l'Yonne ne compte qu'un seul édifice ainsi labellisé.

## Liste
| Monument                         | Commune  | Adresse          | Coordonnées                      | Notice     | Date | Illustration               |
| -------------------------------- | -------- | ---------------- | -------------------------------- | ---------- | ---- | -------------------------- |
| Salle du Mille-Clubs de Molinons | Molinons | Avenue Kirchberg | 48° 14′ 05″ nord, 3° 32′ 49″ est | ACR0000250 | 2015 | Image manquante Téléverser |